# 2016-os svéd labdarúgó-bajnokság (első osztály)
A 2016-os Allsvenskan volt a 92. alkalommal megrendezett, legmagasabb szintű labdarúgó-bajnokság Svédországban. A pontvadászat 2016. április 2-án kezdődött és novemberben ért véget. A címvédő a IFK Norrköping csapata volt.

## Csapatváltozások
| Feljutott az első osztályba       | Kiesett a másodosztályba   |
| --------------------------------- | -------------------------- |
| Jönköpings Södra IF Östersunds FK | Halmstads BK Åtvidaberg FF |

## Részt vevő csapatok
| Csapat              | Székhely    | Stadion          | Befogadóképesség1 |
| ------------------- | ----------- | ---------------- | ----------------- |
| AIK                 | Stockholm   | Friends Arena    | 50,000            |
| BK Häcken           | Göteborg    | Bravida Arena    | 6,500             |
| Djurgårdens IF      | Stockholm   | Tele2 Arena      | 30,000            |
| Falkenbergs FF      | Falkenberg  | Falkenbergs IP   | 4,000             |
| Gefle IF            | Gävle       | Gavlevallen      | 6,500             |
| GIF Sundsvall       | Sundsvall   | Norrporten Arena | 7,700             |
| Hammarby IF         | Stockholm   | Tele2 Arena      | 30,000            |
| Helsingborgs IF     | Helsingborg | Olympia          | 16,500            |
| IF Elfsborg         | Borås       | Borås Arena      | 16,899            |
| IFK Göteborg        | Göteborg    | Gamla Ullevi     | 18,600            |
| IFK Norrköping      | Norrköping  | Nya Parken       | 15,734            |
| Jönköpings Södra IF | Jönköping   | Stadsparksvallen | 5,500             |
| Kalmar FF           | Kalmar      | Guldfågeln Arena | 12,000            |
| Malmö FF            | Malmö       | Swedbank Stadion | 24,000            |
| Örebro SK           | Örebro      | Behrn Arena      | 12,300            |
| Östersunds FK       | Östersund   | Jämtkraft Arena  | 6,626             |

- 1A Svéd Labdarúgó Szövetség honlapja szerint.[6]

### Személyek és támogatók
| Csapat              | Vezetőedző         | Csapatkapitány        | Mezgyártó | Mezszopnzor       |     |                |                     |        |      |
| ------------------- | ------------------ | --------------------- | --------- | ----------------- | --- | -------------- | ------------------- | ------ | ---- |
| Csapat              | Vezetőedző         | Csapatkapitány        | Mezgyártó | Mezszopnzor       | AIK | Rikard Norling | Nils-Eric Johansson | Adidas | Åbro |
| BK Häcken           | Peter Gerhardsson  | Martin Ericsson       | Nike      | BRA Bygg          |     |                |                     |        |      |
| Djurgårdens IF      | Mark Dempsey       | Kevin Walker          | Adidas    | Prioritet Finans  |     |                |                     |        |      |
| Falkenbergs FF      | Hans Eklund        | David Svensson        | Nike      | Gekås Ullared     |     |                |                     |        |      |
| Gefle IF            | Thomas Andersson   | Anders Bååth          | Umbro     | Various           |     |                |                     |        |      |
| GIF Sundsvall       | Joel Cedergren     | Tommy Naurin          | Adidas    | Various           |     |                |                     |        |      |
| Hammarby IF         | Nanne Bergstrand   | Kennedy Bakircioglu   | Puma      | LW                |     |                |                     |        |      |
| Helsingborgs IF     | Henrik Larsson     | Peter Larsson         | Puma      | Resurs Bank       |     |                |                     |        |      |
| IF Elfsborg         | Magnus Haglund     | Kevin Stuhr Ellegaard | Umbro     | Various           |     |                |                     |        |      |
| IFK Göteborg        | Jörgen Lennartsson | Mattias Bjärsmyr      | Kappa     | Prioritet Finans  |     |                |                     |        |      |
| IFK Norrköping      | Jens Gustafsson    | Andreas Johansson     | Nike      | Holmen            |     |                |                     |        |      |
| Jönköpings Södra IF | Jimmy Thelin       | Tommy Thelin          | Nike      | Various           |     |                |                     |        |      |
| Kalmar FF           | Peter Swärdh       | Rasmus Elm            | Hummel    | Hjältevadshus     |     |                |                     |        |      |
| Malmö FF            | Allan Kuhn         | Markus Rosenberg      | Puma      | Volkswagen        |     |                |                     |        |      |
| Örebro SK           | Alexander Axén     | Robert Åhman Persson  | Puma      | —                 |     |                |                     |        |      |
| Östersunds FK       | Graham Potter      | Alex Dyer             | Adidas    | Östersunds község |     |                |                     |        |      |

### Vezetőedző váltások
| Csapat         | Távozó edző     | Ok           | Dátum                | Poz.      | Érkező edző      | Dátum                |
| -------------- | --------------- | ------------ | -------------------- | --------- | ---------------- | -------------------- |
| Malmö FF       | Åge Hareide     | lemondott    | 2015. december 2.    | Előszezon | Allan Kuhn       | 2016. január 8.      |
| AIK            | Andreas Alm     | menesztették | 2016. május 13.      | 9.        | Rikard Norling   | 2016. május 13.      |
| IFK Norrköping | Janne Andersson | lemondott    | 2016. május 29.      | 2.        | Jens Gustafsson  | 2016. június 1.      |
| Gefle IF       | Roger Sandberg  | menesztették | 2016. június 2.      | 15.       | Thomas Andersson | 2016. június 2.      |
| Djurgårdens IF | Pelle Olsson    | menesztették | 2016. augusztus 3.   | 14.       | Mark Dempsey     | 2016. augusztus 3.   |
| GIF Sundsvall  | Roger Franzén   | menesztették | 2016. szeptember 17. | 13.       | Joel Cedergren   | 2016. szeptember 17. |

## A bajnokság végeredménye
| Hely. | Csapat              | M  | Gy | D  | V  | G+ | G– | Gk  | P  | Továbbjutás vagy kiesés |
| ----- | ------------------- | -- | -- | -- | -- | -- | -- | --- | -- | ----------------------- |
| 1.    | Malmö FF (C)        | 30 | 21 | 3  | 6  | 60 | 26 | +34 | 66 | BL, 2. selejtezőkör     |
| 2.    | AIK                 | 30 | 17 | 9  | 4  | 52 | 26 | +26 | 60 | EL, 1. selejtezőkör     |
| 3.    | IFK Norrköping      | 30 | 18 | 6  | 6  | 59 | 37 | +22 | 60 | EL, 1. selejtezőkör     |
| 4.    | IFK Göteborg        | 30 | 14 | 8  | 8  | 56 | 47 | +9  | 50 |                         |
| 5.    | IF Elfsborg         | 30 | 13 | 9  | 8  | 58 | 38 | +20 | 48 |                         |
| 6.    | Kalmar FF           | 30 | 12 | 8  | 10 | 45 | 40 | +5  | 44 |                         |
| 7.    | Djurgårdens IF      | 30 | 14 | 1  | 15 | 48 | 47 | +1  | 43 |                         |
| 8.    | Östersunds FK       | 30 | 12 | 6  | 12 | 44 | 46 | −2  | 42 | EL, 2. selejtezőkör     |
| 9.    | Örebro SK           | 30 | 11 | 8  | 11 | 48 | 51 | −3  | 41 |                         |
| 10.   | BK Häcken           | 30 | 11 | 7  | 12 | 58 | 45 | +13 | 40 |                         |
| 11.   | Hammarby IF         | 30 | 10 | 9  | 11 | 46 | 49 | −3  | 39 |                         |
| 12.   | Jönköpings Södra IF | 30 | 8  | 11 | 11 | 32 | 39 | −7  | 35 |                         |
| 13.   | GIF Sundsvall       | 30 | 7  | 9  | 14 | 38 | 54 | −16 | 30 |                         |
| 14.   | Helsingborgs IF (K) | 30 | 8  | 5  | 17 | 34 | 52 | −18 | 29 | Osztályozó              |
| 15.   | Gefle IF (K)        | 30 | 6  | 9  | 15 | 34 | 56 | −22 | 27 | Kiesik a Superettan-ba  |
| 16.   | Falkenbergs FF (K)  | 30 | 2  | 4  | 24 | 25 | 84 | −59 | 10 | Kiesik a Superettan-ba  |

1. ↑  Az svéd kupa győztese indulási jogot szerzett a EL, 2. selejtezőkör.

### Helyezések fordulónként, meccstáblázat
| Hazai \ Vendég1     | AIK | BKH | DIF | FFF | GIF | GIFS | HAM | HIF | IFE | IFKG | IFKN | JSIF | KFF | MFF | ÖSK | ÖFK |
| AIK                 |     | 2–1 | 2–0 | 2–0 | 1–0 | 1–1  | 0–0 | 2–1 | 2–1 | 3–3  | 6–0  | 0–0  | 3–1 | 1–1 | 0–0 | 2–0 |
| BK Häcken           | 2–3 |     | 3–1 | 7–0 | 6–1 | 0–1  | 4–2 | 1–1 | 2–1 | 2–2  | 1–2  | 3–1  | 2–3 | 2–4 | 0–1 | 3–1 |
| Djurgårdens IF      | 0–3 | 1–0 |     | 5–0 | 2–1 | 1–3  | 1–3 | 3–0 | 2–2 | 3–1  | 0–1  | 0–2  | 0–3 | 3–1 | 3–2 | 3–0 |
| Falkenbergs FF      | 2–3 | 1–4 | 1–2 |     | 1–1 | 1–1  | 0–2 | 1–4 | 1–2 | 0–2  | 2–1  | 0–5  | 1–2 | 0–3 | 1–3 | 1–2 |
| Gefle IF            | 0–1 | 2–2 | 1–2 | 1–2 |     | 1–1  | 0–2 | 1–1 | 2–2 | 2–6  | 0–0  | 0–1  | 4–2 | 1–0 | 0–4 | 0–0 |
| GIF Sundsvall       | 1–3 | 0–0 | 2–5 | 2–1 | 1–2 |      | 0–0 | 0–2 | 1–3 | 1–3  | 1–2  | 3–1  | 1–1 | 0–1 | 3–1 | 5–0 |
| Hammarby IF         | 0–3 | 2–3 | 4–2 | 3–3 | 2–1 | 1–1  |     | 5–1 | 2–4 | 2–0  | 1–1  | 1–1  | 2–1 | 2–3 | 1–1 | 1–1 |
| Helsingborgs IF     | 2–1 | 0–2 | 1–2 | 3–1 | 2–3 | 2–1  | 0–1 |     | 2–4 | 1–3  | 1–2  | 2–0  | 0–1 | 2–1 | 1–3 | 1–1 |
| IF Elfsborg         | 2–2 | 2–4 | 3–0 | 5–0 | 2–0 | 4–0  | 4–1 | 1–0 |     | 1–1  | 2–1  | 3–3  | 1–1 | 0–1 | 2–1 | 3–1 |
| IFK Göteborg        | 1–0 | 1–0 | 2–1 | 2–0 | 3–3 | 4–1  | 2–0 | 2–1 | 2–2 |      | 1–1  | 2–1  | 1–1 | 0–3 | 3–2 | 2–0 |
| IFK Norrköping      | 4–1 | 3–1 | 1–3 | 2–1 | 2–0 | 3–1  | 3–1 | 3–0 | 0–0 | 3–1  |      | 5–1  | 4–1 | 1–2 | 3–1 | 3–3 |
| Jönköpings Södra IF | 0–0 | 1–1 | 1–0 | 1–1 | 1–0 | 1–1  | 0–1 | 1–1 | 1–0 | 1–1  | 0–2  |      | 0–1 | 3–2 | 1–1 | 1–1 |
| Kalmar FF           | 1–1 | 1–1 | 2–1 | 3–0 | 0–1 | 2–0  | 1–1 | 2–3 | 3–2 | 4–2  | 0–1  | 0–1  |     | 1–1 | 3–2 | 2–0 |
| Malmö FF            | 2–0 | 3–0 | 1–0 | 2–0 | 3–0 | 1–2  | 3–0 | 2–0 | 1–0 | 3–1  | 3–1  | 4–1  | 1–1 |     | 1–0 | 0–3 |
| Örebro SK           | 0–2 | 0–0 | 0–2 | 3–2 | 2–2 | 3–3  | 3–2 | 0–0 | 1–0 | 3–2  | 2–2  | 2–1  | 2–1 | 0–3 |     | 1–5 |
| Östersunds FK       | 0–2 | 2–1 | 1–0 | 6–1 | 2–4 | 4–0  | 2–0 | 2–0 | 0–0 | 2–0  | 0–2  | 1–0  | 1–0 | 1–4 | 2–4 |     |

Utolsó felvett mérkőzés dátuma: 2016. december 31. 
Forrás:  
1A hazai csapatok a bal oldali oszlopban szerepelnek.
Színek: Zöld = hazai győzelem; Sárga = döntetlen; Piros = vendéggyőzelem.
 

### Osztályozó
| 2016. november 17. 18:30 UTC+1 |

| Halmstads BK | 1–1         | Helsingborgs IF |
| ------------ | ----------- | --------------- |
| Helstrup 85' | Jegyzőkönyv | Eriksson 74'    |

| Örjans Vall, Halmstad Nézőszám: 6104 Játékvezető: Jonas Eriksson (Sigtuna) |

| 2016. november 20. 13:30 UTC+1 |

| Helsingborgs IF | 1–2         | Halmstads BK                |
| --------------- | ----------- | --------------------------- |
| Larsson 82'     | Jegyzőkönyv | Mathisen 87', 90' (büntető) |

| Olympia, Helsingborg Nézőszám: 11074 Játékvezető: Stefan Johannesson (Täby) |

Halmstads BK nyert 3–2-es összesítéssel.

## Statisztika
| # | Játékos               | Klub           | Gólok |
| - | --------------------- | -------------- | ----- |
| 1 | John Owoeri           | BK Häcken      | 17    |
| 2 | Sebastian Andersson   | IFK Norrköping | 14    |
| 2 | Viðar Örn Kjartansson | Malmö FF       | 14    |
| 4 | Viktor Prodell        | IF Elfsborg    | 13    |
| 5 | Michael Olunga        | Djurgårdens IF | 12    |

| # | Játékos             | Klub        | Gólpassz |
| - | ------------------- | ----------- | -------- |
| 1 | Magnus Wolff Eikrem | Malmö FF    | 15       |
| 2 | Alexander Farnerud  | BK Häcken   | 10       |
| 2 | Simon Lundevall     | IF Elfsborg | 10       |
| 2 | Nasiru Mohammed     | BK Häcken   | 10       |
| 5 | Johan Bertilsson    | Gefle IF    | 9        |
| 6 | Viktor Claesson     | IF Elfsborg | 8        |
| 6 | Stefan Ishizaki     | AIK         | 8        |

### Mesterhármast elérő játékosok
| Játékos                     | Csapat        | Ellenfél            | Végeredmény | Dátum               |
| --------------------------- | ------------- | ------------------- | ----------- | ------------------- |
| Erik Israelsson             | Hammarby IF   | Helsingborgs IF     | 5–1         | 2016. április 10.   |
| Viðar Örn Kjartansson       | Malmö FF      | BK Häcken           | 3–0         | 2016. május 1.      |
| Viðar Örn Kjartansson       | Malmö FF      | Östersunds FK       | 1–4         | 2016. május 28.     |
| Issam Jebali                | IF Elfsborg   | GIF Sundsvall       | 4–0         | 2016. augusztus 22. |
| Peter Wilson                | GIF Sundsvall | Jönköpings Södra IF | 3–1         | 2016. október 1.    |
| Rômulo Cabral Pereira Pinto | Hammarby IF   | Djurgårdens IF      | 4–2         | 2016. október 17.   |
| John Owoeri(4 gólt lőtt)    | BK Häcken     | Falkenbergs FF      | 7–0         | 2016. november 6.   |